# Cyprien Ntaryamira

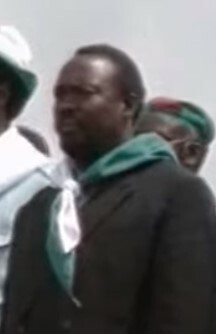
Cyprien Ntaryamira bei einer FRODEBU-Rallye

Cyprien Ntaryamira (* 6. März 1955 in Mageyo; † 6. April 1994 bei Kigali, Ruanda) war vom 5. Februar 1994 bis zu seiner Ermordung der Präsident von Burundi.
Ntaryamira kam in Bujumbura in die Schule, floh aber nach einer gescheiterten Hutu-Rebellion 1972 zusammen mit Tausenden anderer Hutu aus dem Land.
1982 erhielt er einen Abschluss in Landwirtschaft von der National University of Ruanda in Kigali. Während dieser Zeit engagierte er sich politisch in sozialistischen Bewegungen. 1983 kehrte er in sein Heimatland zurück und arbeitete als Beamter in der Landwirtschaft. 1985 war er für kurze Zeit politischer Gefangener des Regimes von Jean-Baptiste Bagaza.
Im August 1986 wurde er Gründungsmitglied und Direktor für Ökonomiepolitik der Hutu-dominierten Front pour la Démocratie au Burundi/Partei für Demokratie in Burundi (FRODEBU). Nach den ersten demokratischen Wahlen in Burundi 1993 kam die FRODEBU an die Macht und beendete damit ein langes Regime der Tutsi-Minderheit und der Unité pour le Progrès national/Vereinigung für Nationalen Fortschritt (UPRONA). Der neue Präsident Melchior Ndadaye ernannte Ntaryamira zum Landwirtschaftsminister.
Im Oktober 1993 wurden jedoch Ndadaye und zwei seiner höchsten Beamten ermordet, was Stillstand im Parlament und einen Bürgerkrieg zur Folge hatte. Als ein Kompromiss wurde Nteryamira am 5. Februar 1994 als Präsident ausgewählt – er war zwar Hutu, wurde aber als gemäßigt betrachtet – während Anatole Kanyenkiko, ein UPRONA-Mitglied, zum Premierminister ernannt wurde.

## Ermordung
Die Ruhepause war nur kurz: Ein Flugzeug mit Ntaryamira und dem befreundeten Präsidenten von Ruanda Juvénal Habyarimana sowie ein Großteil der ruandischen Armeeführung an Bord wurde abgeschossen, als es in der ruandischen Hauptstadt Kigali landen wollte. Die Morde gelten als Auslöser für den Völkermord in Ruanda.
Am 8. April wurde die Macht an Ntaryamiras engen Mitarbeiter Sylvestre Ntibantunganya, Präsident der Nationalversammlung, übertragen.
| Personendaten    | Personendaten                                        |
| ---------------- | ---------------------------------------------------- |
| NAME             | Ntaryamira, Cyprien                                  |
| KURZBESCHREIBUNG | burundischer Politiker, Präsident von Burundi (1994) |
| GEBURTSDATUM     | 6. März 1955                                         |
| GEBURTSORT       | Mageyo                                               |
| STERBEDATUM      | 6. April 1994                                        |
| STERBEORT        | bei Kigali, Ruanda                                   |